# Kompanie czołgów
Kompania czołgów (kcz) – pododdział wojsk lądowych; jest podstawowym pododdziałem batalionu czołgów; na jej bazie tworzy się ogólnowojskowe elementy ugrupowania batalionu: pierwszy rzut lub odwód ogólnowojskowy; grupę rajdową, pododdział obejścia, grupę szturmową itp.; moze stanowić też wzmocnienie batalionu zmechanizowanego (zmotoryzowanego).

## Struktura organizacyjna kcz SZ RP

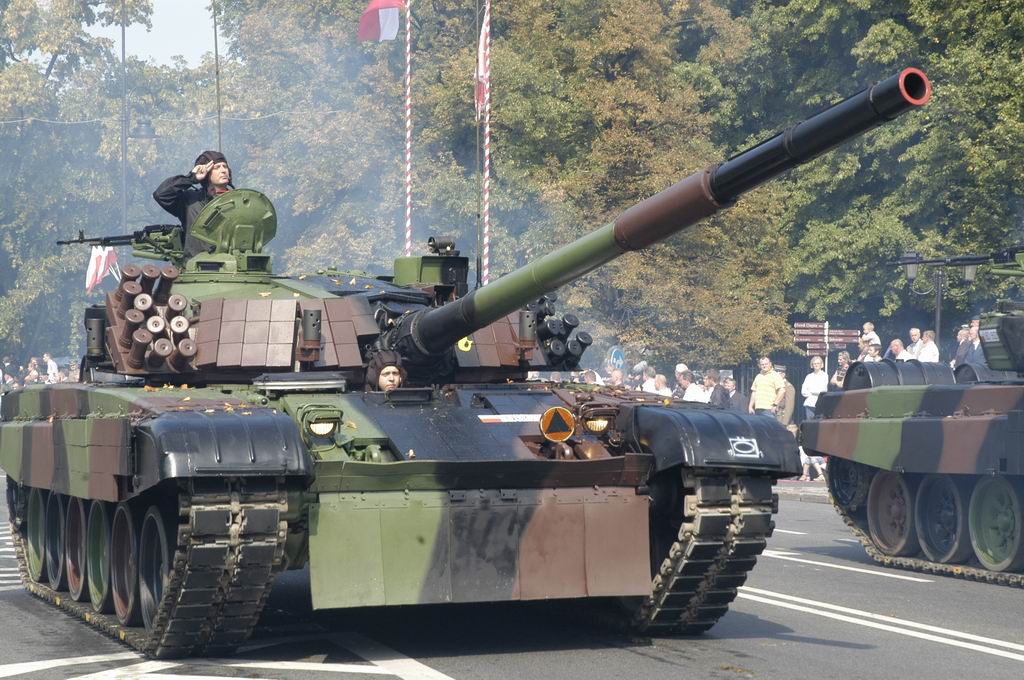
Standardowy PT-91 używany w 1917 przez Siły Zbrojne RP

Struktura w 2017 roku.
Dowództwo kompanii:
- dowódca kompanii
- zastępca dowódcy kompanii
- szef kompanii
- technik kompanii

Pododdziały:
- trzy plutony czołgów[1]
  - cztery załogi czołgów
- drużyna zabezpieczenia
- grupa ewakuacyjna

### Stan osobowy i wyposażenie kcz PT-91
| Wyszczególnienie        | Pluton | Drużyna zab. | Grupa ewak. | Kompania |
| ----------------------- | ------ | ------------ | ----------- | -------- |
| Żołnierze               | 12     | 5            | 4           | 51       |
| Czołgi PT-91            | 4      |              |             | 12 + 2   |
| Samochody c-t           |        | 2            |             | 2        |
| Samochody o-t           |        | 2            |             | 2        |
| Ciągnik pancerny        |        |              | 1           | 1        |
| Trał elektromagnetyczny | 1      |              |             | 3        |